# Nyika-Klettermaus
Die Nyika-Klettermaus (Dendromus nyikae) ist ein Nagetier in der Gattung der Afrikanischen Klettermäuse.

## Merkmale
Mit einer Kopf-Rumpf-Länge von 50 bis 78 mm, einer Schwanzlänge von 80 bis 93 mm und einem Gewicht von 11 bis 18 g ist die Art ein kleiner Vertreter ihrer Gattung. Sie hat 11 bis 19 mm lange Hinterfüße und 11 bis 18 mm lange Ohren. Die Haare der Oberseite sind nahe der Wurzel grau sowie zimtfarben an den Spitzen. Die grauen Abschnitte sind teilweise sichtbar. Ein schwarzer Aalstrich reicht von den Schultern bis zum Schwanzansatz. Er kann bei einigen Exemplaren undeutlich oder unterbrochen sein. Auf der Unterseite kommt hauptsächlich cremefarbenes Fell vor. Einige Individuen haben eine gelbliche oder rötliche Schattierung auf Kehle und Brust. Der Kopf ist durch einen schwarzen Fleck auf der Stirn und durch kleine weiße Flecke vor den Ohren gekennzeichnet. Die braunen Ohren sind mit feinen Haaren bedeckt. Wie andere Gattungsmitglieder hat die Nyika-Klettermaus am Hinterfuß einen verlängerten fünften Zeh, der opponierbar ist. Dieser Zeh ist im Gegensatz zu anderen Afrikanischen Klettermäusen mit einem Nagel ausgerüstet. Der erste Zeh ist dagegen klein. Der Schwanz ist überwiegend beschuppt mit kurzen, hellen Borsten. Nur an der Spitze kommen längere Haare vor.

## Verbreitung
Das Verbreitungsgebiet reicht vom Süden der Demokratischen Republik Kongo sowie von Süden Tansanias über Angola, Malawi, Sambia, Simbabwe und den Westen Mosambiks bis in den Nordosten Südafrikas. Eine isolierte Population lebt in Zentral-Tansania. Die Nyika-Klettermaus lebt im Flachland und in Gebirgen bis 2200 Meter Höhe. Die Art hält sich in Landschaften auf, die als Mosaik aus Wäldern, kleinen Baumgruppen und Grasflächen gebildet sind. Die Nyika-Klettermaus meidet offene Flächen mit Grasarten der Gattungen Hyparrhenia und Rispenhirsen, bevorzugt in Wäldern jedoch einen Unterwuchs aus hohem Gras.

## Lebensweise
Mit ihren speziellen Füßen und dem langen Schwanz, der zum Balancieren verwendet wird, ist die Art gut an das Klettern im hohen Gras angepasst. Zum Fressen wird der Fruchtstand der Gräser fasst abgebissen, um die Samen besser erreichen zu können. Die Nahrung wird mit Insekten, wie Käfern, komplettiert.
Ein Weibchen war im November mit vier Embryos trächtig. Ein anderes Weibchen hatte im August aktive Milchdrüsen. Reste der Nyika-Klettermaus konnten häufig im Gewölle der Kapgraseule (Tyto capensis) nachgewiesen werden.

## Bedrohung
Brände können eine lokale Population stark dezimieren. Andere Bedrohungen für den Bestand sind nicht bekannt. Die IUCN listet die Nyika-Klettermaus als nicht gefährdet (Least Concern).